# Domestic Disturbance
Domestic Disturbance (br Inimigo em Casa; pt Identidade Falsa) é um filme americano de 2001, um suspense dirigido por Harold Becker e estrelado por John Travolta, Vince Vaughn, Teri Polo e Steve Buscemi. O roteiro é centrado na história de um garoto cujos pais se divorciam. Seu novo padrasto é um assassino, mas ele não pode provar isso, pelo menos até seu pai começar a ajudá-lo, e coisas estranhas começarem a acontecer.

## Elenco
- John Travolta .... Frank Morrison
- James Lashly .... Jason
- Rebecca Tilney .... Laurie
- Debra Mooney .... Theresa
- Vince Vaughn .... Rick Barnes
- Teri Polo .... Susan
- Leland L. Jones .... Treinador Mark
- Matt O'Leary .... Danny Morrison
- Ruben Santiago-Hudson .... Sgt. Edgar Stevens
- Susan Floyd .... Diane
- William Parry .... Don Patterson
- Steve Buscemi .... Ray Coleman

## Prêmios e indicações
- John Travolta foi indicado na categoria de pior ator na premiação da Framboesa de Ouro, porém não venceu.
- Matt O'Leary foi indicado na categoria revelação na premiação do Young Artist Awards, porém não venceu.